# Malcolm X
Pour les articles homonymes, voir Malcolm.
Malcolm X, né Malcolm Little, aussi connu sous le nom d’Al-Hâjj Mâlik al-Shabazz (en arabe : الحاج مالك الشباز), né le 19 mai 1925 à Omaha (Nebraska) et mort assassiné le 21 février 1965 à Harlem (État de New York), est un orateur, prédicateur, porte-parole de Nation of Islam, militant politique et défenseur des droits de l'homme afro-américain et antichrétien.
Après avoir été une voix majeure du nationalisme afro-américain et de Nation of Islam, il quitte ce dernier en 1964 pour rejoindre l'islam sunnite et embrasser des vues plus universalistes, et devenir une figure de proue du mouvement américain des droits civiques, du panafricanisme et du socialisme.
Dans les derniers mois de sa vie, il appelle à une unité des divers mouvements des droits civiques et se rapproche d'autres leaders afro-américains comme le pasteur baptiste Martin Luther King, John Lewis président du Student Nonviolent Coordinating Committee (SNCC) ou encore Fannie Lou Hamer, du Mississippi Freedom Democratic Party. En janvier 1965, lors d'une réunion du Congress of Racial Equality, il appelle à soutenir tout mouvement œuvrant pour les droits civiques.
Malcolm X est l'une des grandes icônes des mouvements afro-américains pour abolir les discriminations raciales aux États-Unis avec notamment Rosa Parks, Daisy Bates, Martin Luther King ou encore Mohamed Ali.
Dans certains États fédérés, depuis 1979, le Malcolm X Day est un jour férié le 19 mai.

## Biographie

### Famille
Malcolm Little est le fils du révérend Earl Little, charpentier et prédicateur baptiste, et de Louise Little. Earl Little, né dans l'État de Géorgie, a trois enfants (Ella, Mary et Earl Jr.) nés d'une précédente union. De son mariage avec Louise Norton naissent sept enfants, Malcolm étant le quatrième. Leurs prénoms sont par ordre de naissance : Wilfred, Hilda, Philbert, Malcolm, Reginald, Yvonne et Wesley.
Le père de Malcolm est un prêcheur baptiste convaincu, adhérant aux idées de Marcus Garvey,, qui prône alors le retour des Afro-Américains en Afrique (Liberia), refusant l'intégration à la société américaine, ce qui a très largement marqué les vues politiques de Malcolm sur ce sujet. Earl Little et Louise Little sont membres de l'Universal Negro Improvement Association and African Communities League (UNIA-ACL),. Dans son autobiographie (1965), Malcolm décrit son père comme un imposant homme noir borgne (mais portant un œil de verre). Quatre de ses oncles ont été tués par des Blancs, dont un lynché.
Sa mère Louise Helen Norton Little (née Langdon), est née à la Grenade (Antilles), fille d'Ella Langdon (fille d'un couple d'anciens esclaves ayant connu la déportation aux Amériques depuis le Nigéria) et d'un blanc écossais prénommé Norton qui l'aurait violée,.
Selon son autobiographe Alex Haley, sa mère aurait été menacée par des membres du Ku Klux Klan (KKK) alors qu'elle était enceinte de lui, en décembre 1924. Elle se rappelait que la famille avait été sommée de quitter Omaha du fait des liens de son père avec l'UNIA, qui, selon les membres du KKK, « cherchait les ennuis »,.

### Orphelin de père
Peu après la naissance de Malcolm, en 1926, la famille vit une courte période au 3448 Pinkney Street, dans les quartiers nord d'Omaha, puis elle emménage à Milwaukee (Wisconsin) et, peu après, à Lansing (Michigan). Leur maison est incendiée en 1929 : l'incendie se produit alors que toute la famille est à l'intérieur du domicile, mais personne n'est grièvement blessé. Dans son autobiographie, Malcolm X rapporte que les pompiers n'ont pas fait grand-chose pour mettre fin à l'incendie. L'enquête conduit à l'hypothèse qu'Earl Little avait intentionnellement causé l'incendie afin de toucher une indemnité de son assurance. La police le met en garde à vue pour incendie criminel, mais cela reste sans suite. La famille Little emménage ensuite dans une maison construite par Earl Little sur Logan Street, dans la banlieue proche de Lansing.
En 1931, son père est renversé mortellement par un tramway. Malcolm affirmera que la cause de la mort a à l'époque été remise en question par la communauté noire. Il la refusera lui-même par la suite, arguant que sa famille avait souvent été la cible de Black Legion, un groupe de suprématistes blancs affilié au Ku Klux Klan, que son père avait accusé d'avoir mis le feu à leur maison en 1929. L'État du Michigan est à l'époque un fief du KKK, comptant entre 80 000 à 120 000 membres.
Bien que le père de Malcolm ait contracté deux assurances-vie, sa mère ne touche que la plus faible des deux. Malcolm affirmera que la compagnie d'assurance auprès de laquelle avait été contractée la plus importante, a soutenu qu'il s'agissait d'un suicide et a donc refusé de payer. Malcolm, à l'instar de l'ensemble de la communauté noire de la ville, se demande en effet comment son père aurait pu s’assommer en se frappant le crâne puis rejoindre les rails du tramway pour se faire écraser.
Louise Little, traumatisée par la mort de son époux et par la charge de ses enfants, développe une dépression nerveuse, mal soignée. Son état se dégrade : en 1937 ou 1938, voire 1939 (les sources divergent), elle est hospitalisée au Kalamazoo Regional Psychiatric Hospital (en) dans le Michigan, où elle reste jusqu'en 1963, date à laquelle sa famille obtient sa sortie,,.

### Scolarité dans la communauté blanche
Malcolm Little affirme avoir été l'un des Noirs les plus intégrés à la communauté blanche. Très bon élève, il obtient le diplôme de son école en tête de la classe, mais quitte le système scolaire après qu'un professeur qu'il admire lui a dit que ses aspirations à devenir avocat ne sont « pas du tout réalistes pour un nègre ». Ce n'est pas par conviction raciste que son professeur lui explique ceci, mais pour le protéger de désillusions ultérieures en raison du caractère institutionnel du racisme dans cette partie des États-Unis. Il refuse d'être charpentier, comme son professeur le lui propose. Il essaye de rendre ses cheveux moins crépus et son teint plus clair, mais, malgré la souffrance endurée, c'est un échec. Après avoir voyagé d'une maison d'accueil à l'autre, Malcolm est envoyé une première fois dans un centre de détention puis emménage à Boston pour vivre avec sa demi-sœur plus âgée, Ella Little Collins. À Boston, il accumule les petits emplois. Il est également employé par intermittence par la New York, New Haven and Hartford Railroad, une compagnie de chemin de fer. En 1942, Malcolm fait partie de la pègre bostonienne. Il doit fuir Boston avec sa compagne de l'époque, Sophia, une jeune femme blanche, à cause d'une rivalité avec un meneur de la pègre.

### Délinquance

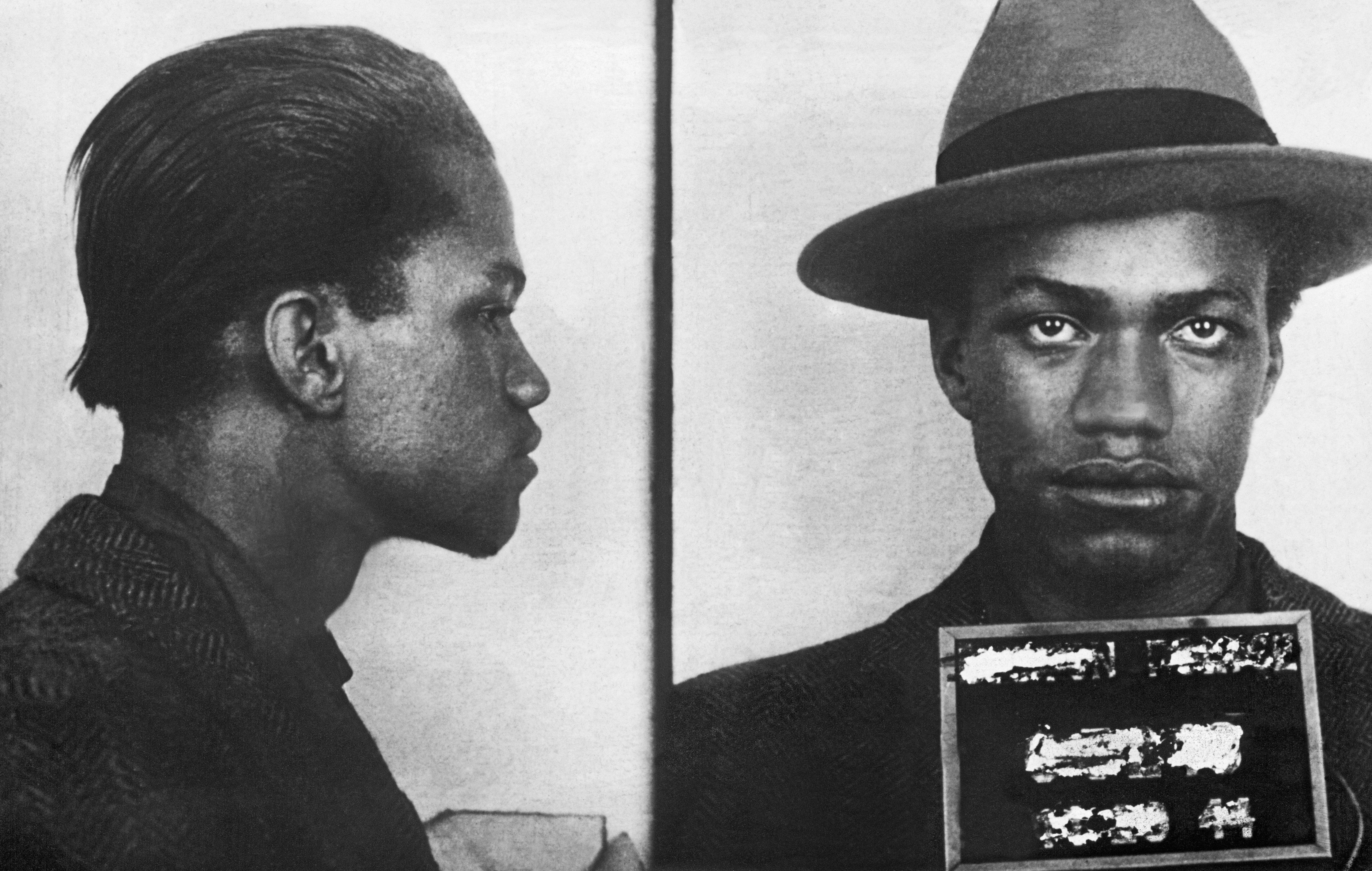
La photographie d'identité judiciaire (mug shot) de Malcolm X prise en 1944.

Après avoir quitté Boston, il vit quelque temps dans le Michigan. En 1943, il emménage à New York où il travaille de nouveau brièvement pour la New Haven Railroad. Il trouve même un travail de cireur de chaussures au Lindy Hop Nightclub. Dans son autobiographie, il affirme avoir ciré les chaussures de Duke Ellington et d'autres musiciens noirs célèbres. Peu de temps après, à Harlem où il est alors appelé « Detroit Red », il prend part à des activités de revente de drogue, de jeu, de racket et à des cambriolages. Entre 1943 et 1946, il voyage entre Boston et New York à trois reprises. Il est arrêté en 1946 à Détroit pour cambriolage et est mis en prison.
Durant la Seconde Guerre mondiale, il passe un examen médical pour être enrôlé dans l'armée ; les médecins militaires le réforment pour le motif « 4-F » (« mentalement inapte au service militaire »). Il explique dans son autobiographie qu'il dut jouer un rôle pour être réformé, et soutenir devant le médecin militaire qu'il était impatient de s'organiser avec les autres soldats noirs et mettre la main sur une arme afin de « tuer quelques crackers », c'est-à-dire des Blancs. Dans son dossier établi par le Federal Bureau of Investigation (FBI) apparaît une lettre dans laquelle il se désigne comme communiste et où il explique certaines raisons de son vœu d'être réformé : « J'ai toujours été un communiste. J'ai essayé de m'enrôler dans l'armée japonaise, pendant la dernière guerre, maintenant ils ne m'enrôleront ni ne m'accepteront jamais dans l'armée américaine. Tout le monde a toujours dit… Malcolm est fou donc il n'est pas difficile de convaincre les gens que je le suis ». Or, l'armée japonaise n'a jamais été communiste.
Au début de l'année 1946, il retourne à Boston. Il y est arrêté le 12 janvier pour avoir essayé de voler à nouveau une montre de près de mille dollars US qu'il avait laissée dans une bijouterie pour la faire réparer. Deux jours plus tard, il est également poursuivi en justice pour port d'arme. Le 16 janvier, il doit faire face aux charges de vol caractérisé et d'entrée par effraction. Il est condamné à dix ans de prison (il n'en fera que sept) qu'il purge à la prison d'État de Charleston, dans laquelle il arrive le 27 février. Ses relations sexuelles avec des femmes blanches (il y en avait deux dans sa bande, dont sa maîtresse) faillirent lui valoir en plus une condamnation pour viol, mais elles refusèrent de l'accuser malgré les incitations de l'instance judiciaire[réf. nécessaire]. De plus, Malcolm est dépendant à la cocaïne, qu'il a commencé à consommer lorsqu'il était dans la pègre.

### Éducation en prison
En prison, Malcolm gagne le surnom de « Satan », du fait de sa haine du christianisme, de la Bible et de Dieu. Il commence à lire les livres de la bibliothèque de la prison. Il développe bientôt un appétit féroce pour la lecture, avant d'être sujet à l'astigmatisme. Dans plusieurs lettres de prison, mais aussi par la suite, Malcolm insistera sur l'importance de son éducation d'autodidacte. Ainsi, dans une lettre du 15 février 1950, il écrit à un certain Raymond : « Mon confinement est d'une autre nature ; je finis ma quatrième année d'une peine de prison de huit à dix ans… mais ces quatre années de réclusion se sont révélées être les plus enrichissantes de mes vingt-quatre années sur cette terre et je ressens que 'ce cadeau du Temps' était un cadeau qu'Allah me fit, sa manière de me sauver de la destruction certaine vers laquelle j'avançais ».
On lui attribue également la phrase : « Sans éducation, on ne va nulle part dans ce monde » ou encore « L'éducation est le passeport pour le futur, car demain appartient à ceux qui s'y préparent aujourd'hui ».

Pendant cette période, il correspond avec son frère Reginald et échange avec lui des idées à propos de Nation of Islam, mouvement auquel Malcolm se convertit par la suite. Ce sont ses frères, déjà membres, qui lui font connaître l'organisation,. La « Nation de l'Islam » est à l'époque une petite organisation de quelques centaines de membres, basés à Chicago. L'organisation a une idéologie marquée par trois thématiques principales : une forme très hétérodoxe d'islam, un vigoureux nationalisme noir (revendication d'un État pour les Noirs dans le Sud des États-Unis) et un total rejet des Blancs considérés comme l'incarnation du démon sur la Terre. La citation suivante d'un de ses dirigeants, Elijah Muhammad, illustre cette pensée : 

« Nous avons vu la race blanche (démons) dans le ciel, parmi les justes, causant des troubles […], jusqu'à ce qu'ils aient été découverts. […] Ils ont été punis en étant privés des conseils divins […], presque ravalés au rang des bêtes sauvages. […] Sautant d'arbre en arbre. Les singes en procèdent. […] Avant eux, il n'y avait ni singes ni porcs. »

### Fin d'incarcération
Jusqu'à la fin de son incarcération, Malcolm correspond régulièrement avec Elijah Poole, dit Elijah Muhammad, le meneur de la « Nation ». Toujours selon son autobiographie, il gagne en notoriété auprès des prisonniers, alors qu'il reste sous la surveillance attentive des autorités qui voient en lui une source potentielle de troubles. On ne lui accorde pas la possibilité d'être libéré au bout de cinq ans pour bonne conduite car il est considéré comme trop dangereux pour être libéré par anticipation.
En février 1948, notamment grâce aux efforts de sa sœur, il est transféré dans une prison expérimentale à Norfolk (Massachusetts), qui possède une bibliothèque bien plus fournie que celle de la prison d'État de Charleston. Il réfléchit par la suite sur ce temps passé en prison : « Les mois passaient, et il ne me semblait même pas être emprisonné. En fait, jusqu'à ce moment-là, je n'avais jamais été aussi libre de ma vie ».
Le 7 août 1952, il est finalement libéré sur parole.

### Nation of Islam

Un drapeau de Nation of Islam. Les lettres signifient Justice, Freedom (liberté), Equality (égalité), Islam.

Peu après sa libération, Malcolm Little rencontre Elijah Muhammad à Chicago, ce qui marque son intégration complète à Nation of Islam. Assez rapidement, il change son nom de famille pour « X ». Malcolm explique que ce nom représentait le rejet de son « nom d'esclave » en l'absence de son véritable nom d'origine africaine ; en effet, dans l'Amérique esclavagiste d'avant 1863, le maître imposait à ses esclaves de prendre son nom afin de les « marquer » comme ses choses, d'où ce rejet. Le « X » représente également à la fois la marque appliquée sur le bras de certains esclaves et l'inconnue mathématique, qui symbolise l'inconnue du nom d'origine. Cette vision a conduit de nombreux membres de Nation of Islam à changer leur nom pour « X », comme sa future épouse, Betty X, ou à prendre des noms musulmans, supposés plus authentiques.
Le 17 février 1953, le FBI ouvre un dossier sur la base de la lettre dans laquelle il se disait communiste (cf. supra) en 1950, soit en pleine période de Red Scare ou de Reds under the bed (peur du communisme marquant l'Amérique des années 1950, et résumée par les passions du maccarthysme et du procès des époux Rosenberg). Selon le Church Committee, le FBI avait alors l'habitude de surveiller, bloquer et réprimer des radicaux comme Malcolm X. Sont incluses dans son dossier les deux lettres dans lesquelles il utilise le pseudonyme « Malachi Shabazz ». Dans Message to the Blackman in America (en), Elijah Muhammad explique que le nom « Shabazz » était celui des descendants d'une « nation noire asiatique ». Le soupçon de communisme s'étant révélé sans fondement, Malcolm X n'est alors surveillé que pour son appartenance à un culte nationaliste noir. En mai 1953, le FBI conclut que Malcolm X a une « personnalité asociale avec des tendances paranoïaques (paranoïa schizophrénique prépsychotique) » et qu'il a en réalité cherché à traiter son désordre mental. Cela est soutenu plus précisément par la lettre interceptée par le FBI, datée du 29 juin 1950 (cf. supra).

### Responsabilités

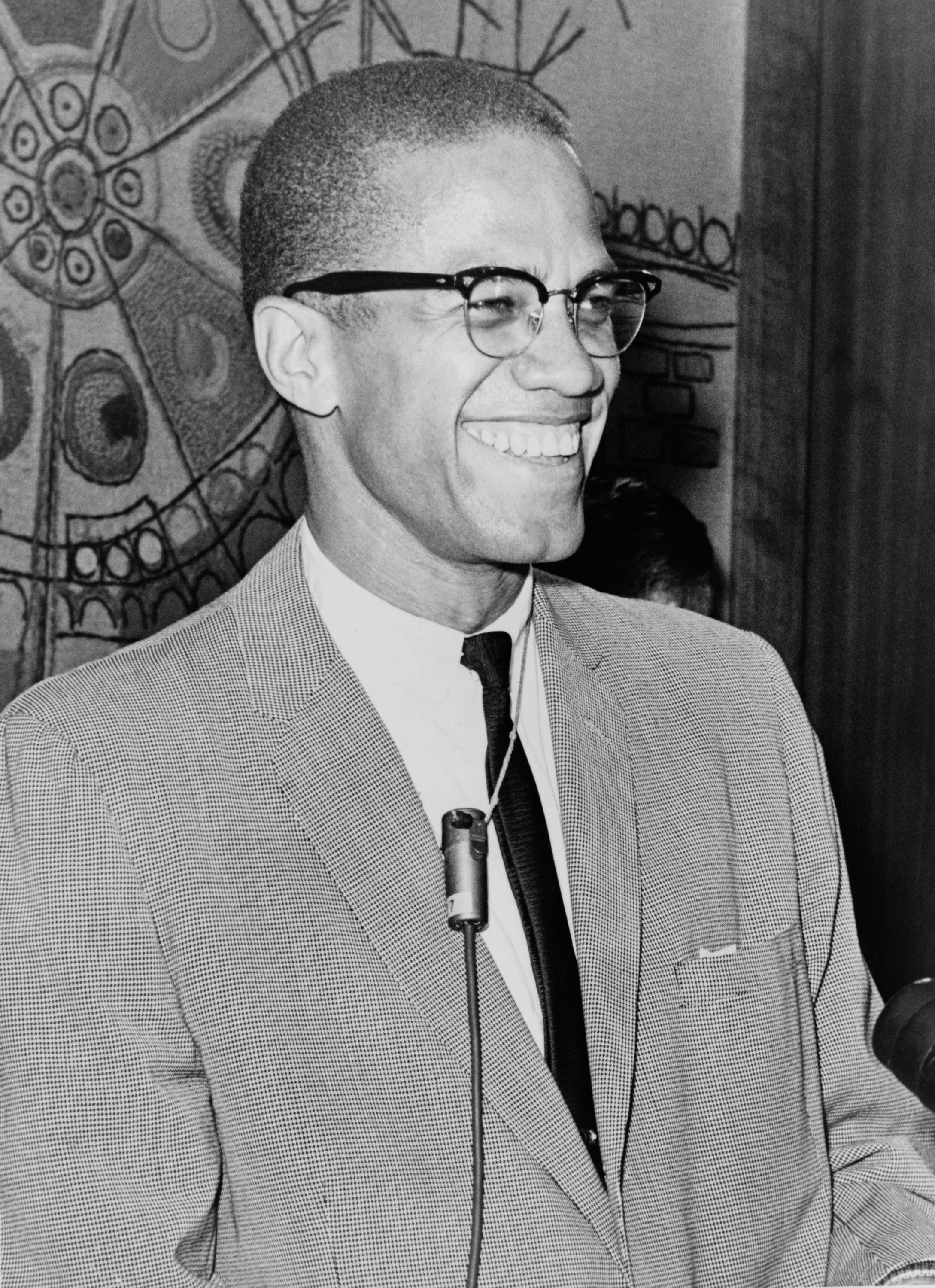
Malcolm X, le 12 mars 1964.

Plus tard dans l'année, Malcolm quitte le foyer de sa demi-sœur Ella pour aller vivre chez Elijah Muhammad à Chicago. Il devient assez vite le prêcheur du onzième temple de Nation of Islam. En 1954, Malcolm est choisi pour diriger le temple no 7 de Nation of Islam sur Lenox Avenue à Harlem, NY (appelé conjointement « Boulevard Malcolm X » depuis 1987). Il multiplie les effectifs des fidèles en peu de temps. Malcolm X dégage une très grande énergie et est capable de travailler d'un jour sur l'autre avec seulement quatre heures de sommeil ou moins. Il lit beaucoup, et lorsqu'il adhère à une cause, il s'y dévoue entièrement. C'est un orateur convaincant, et il devient connu nationalement après une émission de télévision locale consacrée à Nation of Islam, The Hate That Hate Produced, diffusée en 1959, émission où il est interrogé. L'organisation était jusqu'alors peu connue. À la suite de l'émission, l'intérêt médiatique pour l'organisation et pour Malcolm X grandit considérablement. La presse, la radio et les émissions télévisées aux États-Unis puis dans le monde entier recherchent et retranscrivent régulièrement ses déclarations les plus marquantes.
Dans l'intervalle qui sépare sa conversion à la cause de Nation of Islam en 1952 et sa séparation de l'organisation en 1964, il épouse pleinement les enseignements d'Elijah Muhammad, notamment le fait de faire référence aux Blancs comme à des « diables », créés par un programme d'élevage mal orienté d'un scientifique noir, Yacoub. X prédit l'inévitable et imminent retour des Noirs à ce qu'il voit comme leur place naturelle, à savoir en haut de l'échelle sociale et de l'ordre social. Malcolm sait que sa renommée devient une cause de jalousie considérable à Nation of Islam, et s'efforce de ne pas l'alimenter lors de ses apparitions en public. Mais il apparaît cependant bientôt comme le deuxième meneur le plus influent de Nation of Islam, après Elijah Muhammad lui-même. Il ouvre des temples supplémentaires, et notamment un à Philadelphie. On lui attribue souvent un rôle important dans la croissance de l'organisation, passée de 500 membres en 1952 à 30 000 en 1963.
Conformément à l'idéologie de Nation of Islam, il prône le repli identitaire et le séparatisme noir. Il s'oppose au mouvement afro-américain des droits civiques, non seulement parce qu'il en critique la méthode non-violente, mais surtout parce que ce mouvement est porteur d'universalisme, d'indifférenciation entre les races. Malcolm X encadre l'organisation de Fruit of Islam, un groupe paramilitaire. Il organise en 1957 avec ses troupes le siège d'un poste de police puis d'un hôpital. Malcolm X prononce de nombreux discours haineux, appelant à la haine des Blancs, ne pleurant pas le crash d'un avion d'Air France « plein de Blancs » ou en tournant l'assassinat de JFK comme la monnaie de la pièce des Blancs. Ces discours tranchants et virulents l'ont popularisé, car il se faisait ainsi l'exutoire de la rage d'une jeunesse noire défavorisée.
D'avril 1957 à mai 1957, il publie une série de six d'articles sous le titre de  « God’s Angry Man / L'homme en colère de Dieu » dans les colonnes du New York Amsterdam News,.
Il se rend à Jérusalem en 1957 et à Gaza en 1964, dans une démarche s'inscrivant dans ce qu'il conçoit comme étant une lutte de libération transnationale et cosmopolite.

### Vie privée
Le 14 janvier 1958, Malcolm épouse Betty Shabbazz (née Sanders) à Lansing, Michigan. Ils auront six filles, qui toutes porteront le nom de Shabazz. Leurs prénoms (principalement issus de la langue arabe, parfois confondus avec des prénoms « musulmans ») seront : Attallah (née le 16 novembre 1958), Qubilah (née le 25 décembre 1960), Ilyasah (née le 22 juillet 1962), Gamilah Lumumbah (née le 4 décembre 1964) et les jumelles Malaak et Malikah (nées le 30 septembre 1965, soit sept mois après la mort de Malcolm X),,.
Malcolm X était bisexuel,. Il a eu des relations tarifées avec des hommes à l'âge de vingt ans, puis a ensuite vécu une véritable relation affective avec un ami, Paul Lennon,. Un de ses biographes, l'universitaire Manning Marable, revient sur le sujet dans Malcolm X: A Life of Reinvention et confirme ces informations sur la base de nouveaux témoignages,,,,. Si les faits sont avérés, en revanche les conclusions de quête d'identité et de type psychanalytique qu'en tire le psychiatre Bruce D. Perry (en) dans son livre Malcolm: The Life of a Man Who Changed Black America sont critiquées par un autre biographe de Malcolm X, le professeur de sociologie afro-américain Michael Eric Dyson (en), qui dans son livre Making Malcolm: The Myth and Meaning of Malcolm X qualifie ses conclusions de réductrices, pouvant être utilisées pour dénoncer la culture machiste et homophobe de la communauté afro-américaine, sans en comprendre le contexte économique, social et raciste. Michael Eric Dyson se méfie aussi d’interprétations hâtives qui pourraient renforcer les mythes sur la « sexualité animale » des Noirs.
La bisexualité de Malcolm X a été souvent volontairement dissimulée, niée ou ignorée, notamment par ses partisans.

### Conversion de Cassius Clay
Malcolm X joue un rôle important dans la conversion du boxeur Cassius Clay. Cela commence le 25 février 1964 quand Cassius Clay bat Sonny Liston, le champion en titre des poids lourds, la cote des paris était de 7 contre 1 en faveur de Liston. Peu de gens remarquent un homme grand et silencieux se tenant au pied du ring, impeccablement vêtu d'un costume sombre, d'une cravate et d'une chemise blanche immaculée, regardant attentivement le combat. Cet inconnu est l'ami et mentor de Cassius Clay, Malcolm X. Quand Cassius Clay est déclaré vainqueur par KO au septième round, Malcolm y voit un signe divin, qu'Allah guiderait le jeune Cassius sur le ring. Le lendemain matin, lors de la traditionnelle conférence de presse, Cassius Clay, déclare aux journalistes « Je crois en Allah et dans la paix … Je n'essaie pas de déménager dans des quartiers blancs. Je ne veux pas épouser une femme blanche. J'ai été baptisé à l'âge de 12 ans, mais je ne savais pas ce que je faisais. Je ne suis plus chrétien. Je sais où je vais et je connais la vérité et je n'ai pas besoin d'être ce que tu veux que je sois. Je suis libre d'être ce que je veux.. » et qu'il serait désormais connu sous le nom de Cassius X en l'honneur de Malcolm X. Cassius Clay rejoint officiellement Nation of Islam en 1964, change son nom de Cassius X, pour celui de Muhammad Ali sur le conseil d'Elijah Muhammad. Ce changement de nom a lieu à un moment où Malcolm X commence sa rupture d'avec Nation of Islam. Dans un premier temps, Muhammad Ali critique X pour sa rupture, puis après la mort d'Elijah Muhammad, il rallie à son tour l'islam sunnite,,,.

### Rencontre avec Fidel Castro
En septembre 1960, le dirigeant révolutionnaire cubain Fidel Castro se rend aux États-Unis dans le but de s'adresser à l'Assemblée générale des Nations unies. Durant son séjour à New York, Castro reçoit un accueil chaleureux de la part des autorités des États-Unis, mais la délégation cubaine doit se déplacer de l'hôtel Shelbourne à l'hôtel Theresa à Harlem car Castro se plaint qu'on lui ait demandé de payer par avance.
Malcolm X rencontre Fidel Castro en tant que membre de tête d'un comité d'accueil qui avait été mis en place à Harlem plusieurs semaines auparavant. Le but de ce groupe, qui rassemble un nombre important de Noirs, est de rencontrer les chefs d'État, particulièrement ceux venant d'Afrique, qui vont s'adresser à l'Assemblée générale de l’ONU. Trois pays africains deviennent membres de l'ONU à l'occasion de cette session.

### Tensions et séparation

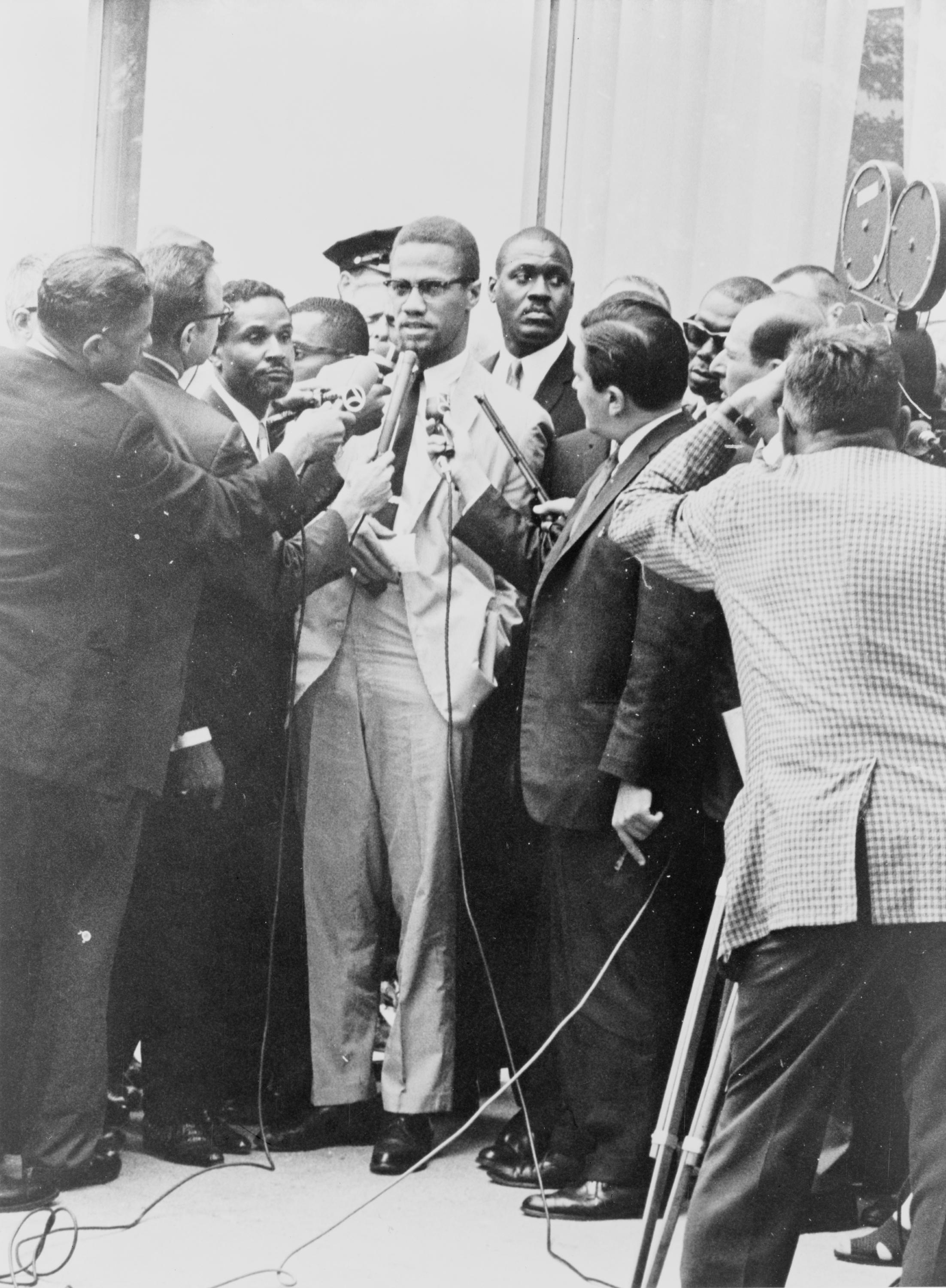
L'intérêt des médias pour Malcolm X.

À partir du début des années 1960, plusieurs controverses vont progressivement éloigner Malcolm X d'Elijah Muhammad.
La divergence fondamentale porte sur la politique : Malcolm X est intéressé par le mouvement américain des droits civiques des Noirs tels qu'il se développe depuis 1955. Si l'idéologie officielle du mouvement est opposée au nationalisme noir, et revendique simplement un statut d'« Américain normal » pour les Noirs, X considère qu'il doit y avoir une présence des nationalistes noirs et des Black Muslims dans ce qui apparaît alors comme le premier grand mouvement de masse noir de l'histoire des États-Unis. Il considère également que les militants pour les droits civiques et les nationalistes noirs partagent les mêmes objectifs avec des méthodes différentes. Elijah Muhammad est en revanche hostile à la fin de la ségrégation raciale et au soutien à un mouvement dans lequel se trouvaient de nombreux Blancs progressistes. Il craint la dissolution des Noirs dans un ensemble américain dominé par les Blancs.
Conformément à la position officielle de la Nation, Malcolm X critique la Marche sur Washington pour l'emploi et la liberté (March on Washington for Jobs and Freedom) du 28 août 1963, ne comprenant pas pourquoi les Noirs s'ébahissaient d'une manifestation « menée par les Blancs devant une statue d'un président mort depuis cent ans et qui ne nous aimait pas lorsqu'il était en vie ». Mais la tentation d'un rapprochement avec les autres organisations noires semble avoir été forte, et semble aussi avoir été un point de divergence avec Elijah Muhammad.
D'autre part, Malcolm X souhaitait séparer les combats politiques des croyances religieuses et s'organiser avec des Noirs non-musulmans : « Nous ne mélangeons pas notre religion et notre politique. Nous gardons notre religion dans notre mosquée ». Enfin, il prend parti en faveur d'une révolution qui renverserait également le système économique et affirme qu’« il n'est pas sur cette terre de système qui se soit montré plus corrompu, plus criminel que celui qui, en 1964, tient encore colonisés et en esclavage vingt-deux millions d’Afro-Américains ».

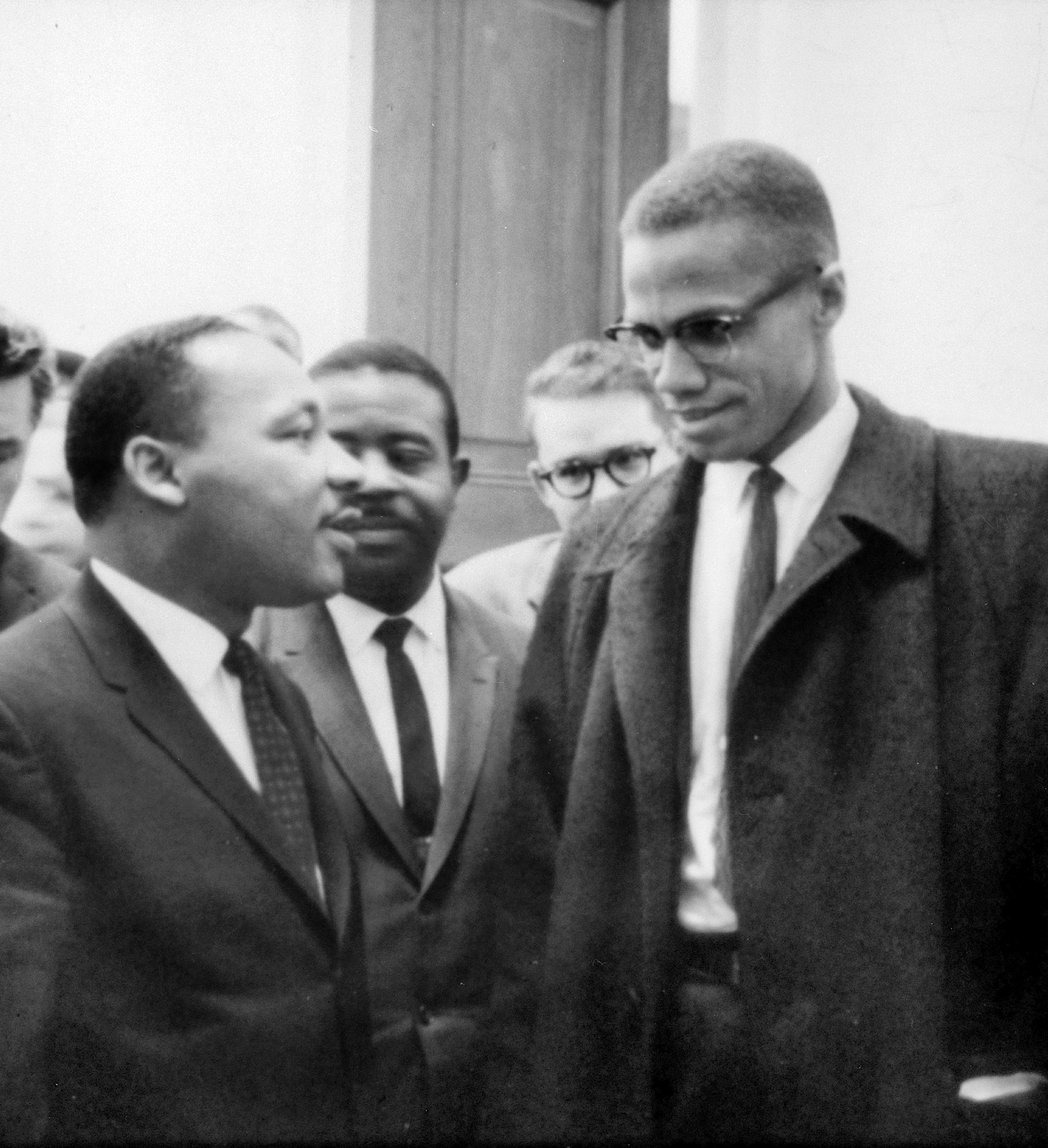
La rencontre entre Martin Luther King et Malcolm X, le 26 mars 1964.

Le second sujet porte sur des affaires de mœurs : des rumeurs courent alors depuis quelque temps sur les nombreux adultères commis par Elijah Muhammad avec de jeunes secrétaires du mouvement. Warith Deen Muhammad, le propre fils d'Elijah Muhammad, et un ami proche de X, informe ce dernier « en 1963, que son père avait mises enceintes six de ses secrétaires », l'adultère étant pourtant contraire aux enseignements de Nation of Islam. Après avoir écarté ces informations, Malcolm X aurait fini par en obtenir confirmation en 1963. Elijah Muhammad lui-même aurait fini par indiquer qu'étant l'envoyé de Dieu sur Terre, il n'était pas soumis aux mêmes règles que le commun des mortels, expliquant que cette activité avait pour but de suivre la lignée des prophètes bibliques. Malcolm X nota qu'il ne fut pas satisfait par l'explication, mais que sa foi en Elijah Muhammad ne vacilla pas. Il indiqua aussi qu'il était navré de voir d'autres prêcheurs faire un usage personnel des fonds de Nation of Islam.
Le troisième contentieux porte sur la religion : Malcolm X a commencé à s'intéresser à l'islam sunnite officiel sous l'influence, semble-t-il, du propre fils de Muhammad, Warith Deen Muhammad, lequel indique qu'il s'était intéressé à l'islam orthodoxe dès les années 1950, en prison. Or la religion prêchée par Elijah Muhammad en est assez éloignée. L'intérêt montré par Malcolm X à l'égard de l'islam orthodoxe ne peut donc que l'éloigner de son mentor.
On peut enfin citer des divergences d'ambitions : l'aura de Malcolm X au sein de la communauté noire en général et de Nation of Islam en particulier, sa médiatisation importante, semblent avoir inquiété Elijah Muhammad. Au printemps de 1963, Malcolm X commence à collaborer avec Alex Haley pour écrire son autobiographie. En novembre 1963, après l'assassinat du président Kennedy, toutes les divergences éclatent sur la place publique, après une déclaration controversée de Malcolm X. Celui-ci déclare en effet que la violence que Kennedy n'avait pas pu arrêter se retournait contre lui. Il ajoute : « Chickens coming home to roost never made me sad. It only made me glad » (« Les poulets revenant au perchoir [au poulailler] ne m'ont jamais rendu triste. Cela m'a toujours fait plaisir »). En français, « Chickens coming home to roost » a une signification proche de « Qui sème le vent récolte la tempête » ; Malcolm X semble ainsi affirmer que, puisque la société américaine et son président ont opté pour la violence, il n'est pas étonnant que celle-ci produise un effet boomerang. Cette phrase pouvait se comprendre comme une approbation de l'assassinat. Elijah Muhammad désavoue cette déclaration et interdit à Malcolm X toute déclaration publique pendant 90 jours, injonction à laquelle Malcolm X obéit. Mais les relations entre les deux hommes atteignent leur point de rupture. Dans son autobiographie, Malcolm X affirme même qu'un de ses assistants lui aurait alors dit avoir reçu l'ordre de la direction de la Nation of Islam de le tuer.
Le 8 mars 1964, il annonce officiellement qu'il quitte Nation of Islam. Le 11 mars 1964, il fait peser la responsabilité de la rupture sur l'organisation : « Les officiels nationaux ici, au siège de Chicago, savent que je n'ai jamais quitté Nation of Islam de ma propre initiative. Ce sont eux qui ont conspiré avec le capitaine Joseph ici, à New York, pour me forcer à quitter la Nation. Afin de sauver les officiels nationaux et le capitaine Joseph de la disgrâce d'avoir à s'expliquer (…) de m'avoir évincé, j'ai annoncé par voie de presse que j'étais parti de ma propre initiative. Je n'ai pas pris la faute sur moi pour protéger ces officiels nationaux, mais pour protéger la foi que vos fidèles ont en vous et en Nation of Islam ».
Le 12 mars, il annonce la fondation de sa propre organisation religieuse, « The Muslim Mosque Inc. ». Peu de temps après, il se convertit à l'islam sunnite orthodoxe. Le 13 avril 1964, Malcolm X part de l'aéroport international de New York - John-F.-Kennedy pour faire le pèlerinage à La Mecque (le hajj) dont il revient sous le nom musulman de Mâlik al-Shabazz. Son épouse et ses filles prennent alors le nom de famille de Shabazz. Il condamne le racisme antiblanc de Nation of Islam.
Mais Malcolm X reste fidèle à une action tournée de façon privilégiée vers le peuple noir. Il refuse aussi de condamner la violence des opprimés et a des paroles assez dures pour les tenants de la non-violence, qu'il accuse d'encourager à la soumission. C'est ainsi le cas dans son célèbre discours The Ballot or the Bullet, du 3 avril 1964, peu de temps avant son départ à La Mecque, où il menace de recourir à la violence. Toutefois, elle serait usée uniquement comme autodéfense et réponse à une autre violence (celle des White Citizen Councils et du Ku Klux Klan, notamment), à une injustice que ni la police, ni le gouvernement ne veulent régler et souvent même créent[réf. nécessaire]. Il traite certains politiciens blancs du terme antiblanc de crackers.
Pour lui, la priorité n'est donc pas d'unir les Blancs et les Noirs ; il faut d'abord que l'union des Noirs soit complète. Peu de temps après son retour de La Mecque, Malcolm X fonde l'Organisation pour l'unité afro-américaine, un groupe politique non religieux. Il affirme ainsi sa volonté de mener à la fois une lutte religieuse pour l'islam, et une lutte politique pour les Noirs, les deux fonctionnant de façon autonome. Si Malcolm X rompt avec la Nation of Islam sur le plan religieux, il reste relativement fidèle aux idées socio-économiques de l'organisation nationaliste noire, insistant notamment sur l'importance de l'existence d'entreprises noires indépendantes des Blancs et de l'auto-organisation de la communauté.

### L'Organization of Afro-American Unity (OAAU)
Il visite l'Afrique durant les mois d'avril et de mai 1964, lors de ce voyage en Afrique, Malcolm X s'intéresse à la récente Organisation de l'unité africaine, fondée en 1963 qui avait pour but de fédérer l'ensemble des États africains. De retour, aux États-Unis, c'est sur ce concept de fédération qu'il est convaincu de la nécessité de créer une organisation rassemblant les Afro-Américains sans distinction de leurs diverses appartenances religieuses ou politiques.
Le 28 juin 1964, Malcolm X annonce la création de l'Organization of Afro‐American Unity (OAAU) lors d'une conférence publique donnée à l'Audubon Ballroom de New York, la charte de l'OAAU est rédigée par John Henrik Clarke, Albert Cleage (en), Jesse Gray et Gloria Richardson (en).
Le mouvement sera éphémère, il s'étiole après l'assassinat de Malcolm X le 21 février 1965, malgré la reprise du mouvement par la demi-sœur de Malcolm, Ella Little-Collins (en),,,.
Cela dit, l'OAAU est devenu l'inspiration de divers groupes se réclamant du Black Power,.

### La fin

#### Assassinat

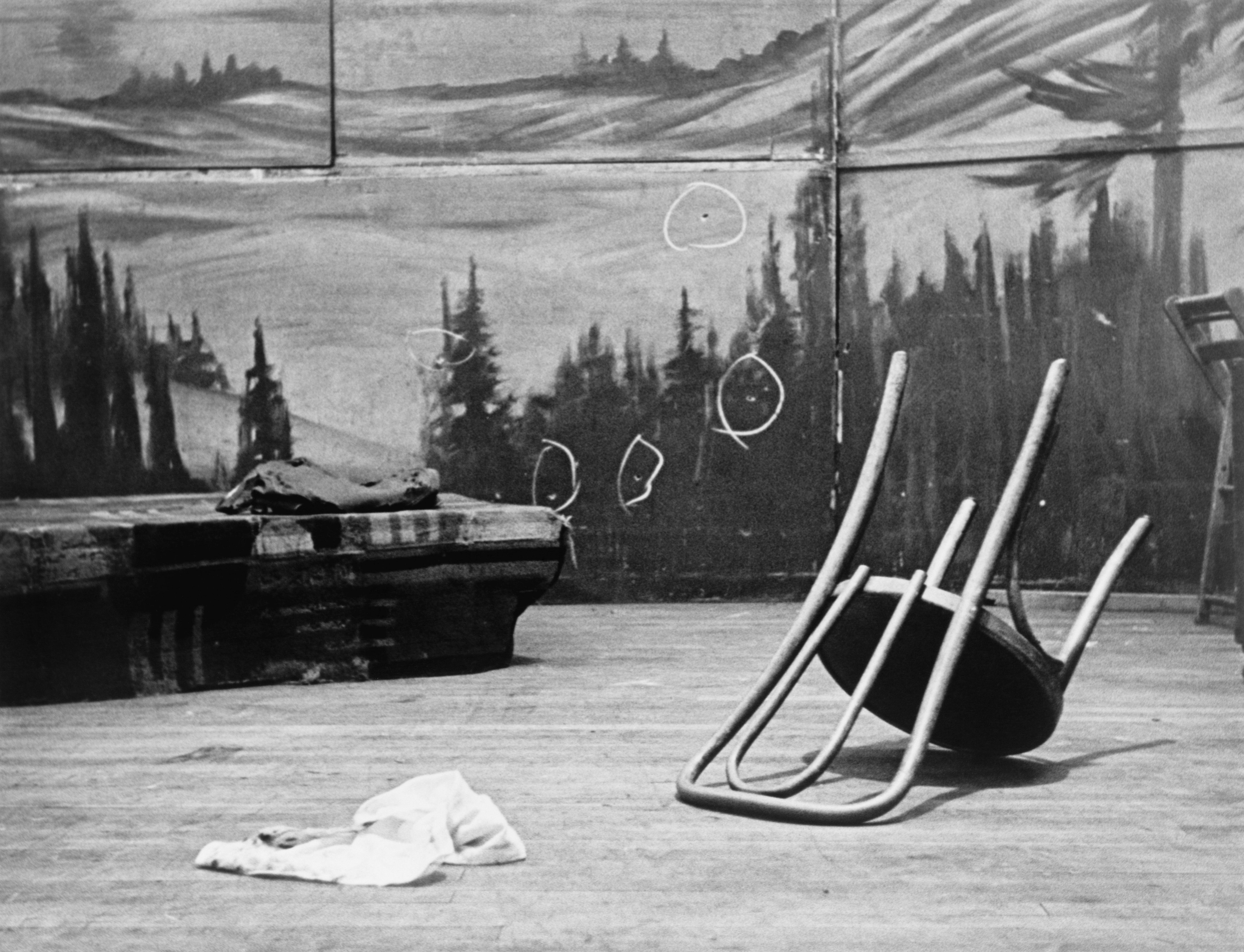
L'impact des balles situé à l'arrière de la scène où Malcolm X a été abattu.

La tension entre Mâlik al-Shabazz et Nation of Islam ne cesse alors de croître. Le 14 février 1965, sa maison fait l'objet d'un attentat au cocktail Molotov. Deux mois avant son assassinat, le dirigeant de Nation of Islam Louis Farrakhan écrit : « Un tel homme est digne de mourir ». Le 21 février 1965, Malcolm X prononce un discours dans l'Audubon Ballroom situé au carrefour du 3940, Broadway et la West 165° Street dans le quartier des Washington Heights. Il se tient devant un auditoire de quatre cents personnes, dont son épouse et ses enfants. Le discours commence à peine lorsqu'une dispute éclate dans la foule, un homme en accusant un autre de lui fouiller les poches. Malcolm X, au micro, les appelle au calme lorsqu'un membre des Black Muslims s'avance vers lui avec un fusil à canon scié ; touché au ventre, Malcolm X tombe en arrière, tandis que deux autres personnes lui tirent vingt et une fois dessus avec des revolvers. Yuri Kochiyama, activiste et amie de Malcolm X est présente, parvient à monter sur le podium pour tenter de l'aider et pose sa tête sur ses genoux. Malcolm X est emmené à l'hôpital le plus proche, le Columbia University Irving Medical Center, où il décède peu de temps après son arrivée à 3 h 30 heure locale. L'identité des commanditaires reste inconnue, bien que les soupçons se portent principalement sur Nation of Islam, infiltrée par plusieurs agents du FBI lorsqu'ils ont appris l'existence d'un projet d'assassinat de Malcolm X[réf. souhaitée].
Trois membres de Nation of Islam seront reconnus coupables en 1966 : Norman 3X Butler (alias Muhammad Abdul Aziz), Thomas 15X Johnson (alias Khalil Islam) et Talmadge Hayer. L'organisation elle-même niera toute participation à l'assassinat. Betty Shabazz, l'épouse de Malcolm X, a publiquement accusé Farrakhan d'un rôle dans le meurtre. Celui-ci a admis, au début 2007 : « J'ai pu être complice en paroles », tout en niant une implication directe de l'organisation. En 1994, Qubilah Shabazz, une des filles de Malcolm X, est arrêtée et inculpée pour avoir payé un tueur à gage chargé de tuer Farrakhan, accusation abandonnée en 1995.
Il a également été envisagé que le FBI ait eu connaissance du projet d'assassinat et l'ait couvert, voire aidé. Cette hypothèse a été reprise par la Nation of Islam. Pour l'historien Manning Marable, le FBI pourrait effectivement avoir encouragé l'assassinat de Malcolm X. L'hypothèse d'une implication du FBI et du NYPD est corroborée en février 2021 par le dévoilement d'une lettre posthume de confession d'un ancien policier. Celui-ci y explique avoir été chargé d'infiltrer le mouvement de Malcolm X de 1964 à 1971 et raconte comment il a facilité l'assassinat de Malcolm X, notamment en procédant à l'arrestation de ses deux gardes du corps deux jours auparavant,.
Le 24 février 1965, Martin Luther King qualifie son assassinat de « grande tragédie » et regrette qu'il « se soit produit à un moment où Malcolm X se dirigeait vers une meilleure compréhension du mouvement non violent » et que le meurtre de Malcolm X prive « le monde d'un grand leader potentiel ».

#### Sépulture
Malcolm X repose au Ferncliff Cemetery de Hartsdale, dans le comté de Westchester (État de New York), au côté de son épouse Betty Shabazz.

#### Réexamen du meurtre
À la suite d'une série documentaire en 2020, Qui a tué Malcolm X ?, le procureur de district Cyrus Vance, Jr. fait réouvrir l'enquête. Le procureur de Manhattan reconnaît en novembre 2021 que les deux accusés n'avaient pas eu droit à un procès équitable ; ils sont innocentés par la Cour suprême de New York le 18 novembre 2021.
Selon le New York Times, « l’enquête de 22 mois conduite de manière conjointe par le bureau du procureur et les avocats des deux hommes révèle que les procureurs, le FBI et la police de New York (NYPD) ont dissimulé des preuves cruciales qui, si elles avaient été connues, auraient probablement conduit à l’acquittement des deux hommes ». À titre de dédommagement, 36 millions de dollars seront versés par la ville de New-York et l'État de New-York à Muhammad Abdul Aziz et à la famille de Khalil Islam (mort en 2009).

### Archives
Les archives de Malcolm X sont déposées et consultables au Arthur Schomburg Center for Research in Black Culture, bibliothèque rattachée à la New York Public Library et à la bibliothèque de l'université Columbia de New York.
Dans les années 1980, l’université de Columbia a racheté l'Audubon Ballroom où a été assassiné Malcolm X pour le restaurer et l'aménager en un musée consacré à l'œuvre de Malcolm X et de Betty Shabazz pour les droits civiques et la justice sociale, le musée ouvre ses portes le 19 mai 2005, sous le nom du Malcolm X and Dr. Betty Shabazz Memorial and Educational Center (en) qui permettent de consulter des archives et de visionner des documents audio-visuels,.

### Héritage et réévaluation
Plus qu'un défenseur des droits civiques, Malcolm était un défenseur des droits humains, qu'il déclare défendre « par tous les moyens nécessaires ». C'était un révolutionnaire qui s'inscrivait, comme Ernesto « Che » Guevara (qu'il a rencontré, respecté et qualifié « du plus grand révolutionnaire qui soit »), dans la lutte contre le système impérialiste. Par sa verve et son talent oratoire, mais aussi par l'action civique (campagne pour l'inscription des Afro-Américains aux listes électorales), il participa grandement à l'amélioration de la condition des « Noirs d'Amérique ». Conscient de l'image que ses détracteurs voulaient laisser de lui, il prédit dans son autobiographie (En France, le rappeur Disiz essaye de faire publier une nouvelle traduction de cette autobiographie qui n'est plus disponible depuis 1992) : « Après ma mort, ils feront de moi un raciste, quelqu'un de colérique qui inspire la peur… Je ne suis pas raciste. Je ne crois en aucune forme de ségrégation. Le concept du racisme m'est étranger. Je n'apprécie pas tous ces mots en "isme" ».
En 2011, l'historien Manning Marable publie un livre Malcolm X: A Life of Reinvention, qui montre comment après son départ de Nation of Islam, Malcolm X embrasse des idées humanistes et universalistes.
Le travail de Manning Marable est conforté lorsqu'en 2018, sort un documentaire The Lost Tapes : Malcolm X de Tom Jennings, pour le Smithsonian Channel U.S. permet de réévaluer le parcours de Malcolm X, de briser l'image de l'activiste raciste pour montrer, après son retour de La Mecque son engagement plein et entier dans le mouvement des droits civiques et des droits de l'homme.

## Dans les arts et la culture

### Cinéma
- 1981 : Death of a Prophet de Woodie King Jr., joué par Morgan Freeman.
- 1992 : Malcolm X de Spike Lee, joué par Denzel Washington.
- 2001 : Ali de Michael Mann, joué par Mario Van Peebles.
- 2013 : Betty & Coretta d'Yves Simoneau, joué par Lindsay Owen Pierre.
- 2020 : One Night in Miami de Regina King, joué par Kingsley Ben-Adir.

### Télévision

#### Séries
- 2019 : Godfather of Harlem de Chris Brancato et Paul Eckstein, joué par Nigél Thatch
- 2024 : saison 4 de la série anthologique Genius de Noah Pink, joué par Aaron Pierre

#### Documentaire
- 1972 : Malcolm X ou Malcolm X : His Own Story As It Really Happened réalisé par Arnold Perl.
- 1994 : 
  - Brother Minister: The Assassination of Malcolm X réalisé par Jefri Aalmuhammed et Jack Baxter.
  - Malcolm X : Make It Plain réalisé par Orlando Bagwell.
- 2009 : Seven Songs for Malcolm X réalisé par John Akomfrah.
- 2021 : Frères de sang: MalcolmX et Mohamed réalisé par Ali Marcus A. Clarke.
- 2022 : Qui a tué Malcolm X ? réalisé par Abdur-Rahman Muhammad.
- 2023 : Malcolm X, la justice quel qu'en soit le prix réalisé par Amine Mestari.

### Musique
- Do You Remember Malcolm, de Miriam Makeba, Bongi et Nelson Lee, en hommage à Malcolm X.
- Du Panshir à Harlem, de Médine (son parcours, son combat et sa destinée sont mis en parallèle avec celui du commandant Massoud).
- Self Défense, encore par Médine (évocation des Black Panthers, mouvement inspiré de Malcolm X et citation de quelques paroles de Malcolm X traduites en français).
- Interview de Lino, dans laquelle il cite Malcolm X comme son personnage favori.
- Wake up de Rage Against the Machine (« They murdered X and try to blame it on Islam »).
- Le groupe de rap français Ideal J fait référence à Malcolm X dans le morceau Hardcore.
- Soprano, dans le morceau Hiro, fait référence à Malcolm X.
- Tandem, dans le morceau Le monde est stone, mentionne Malcolm X.
- Living Colour, dans le morceau Cult Of Personnality, fait référence à Malcolm X.
- Malcolm X d'Earl Sixteen, chanteur de reggae.
- Malcolm X de D', rappeur français.
- Étoile d'un jour, de l'Algérino avec Soprano ; les deux rappeurs rendent hommage à différentes figures historiques ayant œuvré pour la paix, dont Malcolm X.
- Putain de poésie d'Ärsenik, où Lino et Calbo citent aussi Malcolm X.
- Echoes of… de Dälek, où il cite notamment Martin Luther King, Medgar Evers, Fred Hampton et Bobby Seale.
- Josman, dans l'interlude Fiesta, fait référence à Malcom X avec Nelson Mandela et Aimé Césaire.
- Des propos de Malcolm X ont également été samplés en musique, notamment ceux issus de son entretien accordé à la chaîne new-yorkaise WABC-TV vers 1963, où il prononça l'un de ses plus célèbres aphorismes : « The price of freedom is death » (« Le prix de la liberté, c'est la mort »)[103]. Ces mots sont samplés dans les morceaux suivants :
  - The price of freedom du groupe electro-rock français Spicy Box[104]
  - Pressure du rappeur américain Killer Mike[105]
  - The price of freedom du groupe de metal néerlandais Epica[106]

#### En français
- J. Barnes, Malcolm X, la libération des noirs, et la voie vers le pouvoir ouvrier, Pathfinder Press, 2010 (ISBN 978-1-60488-025-0).
- D. de Roulet, Malcolm X, par tous les moyens nécessaires, Desmaret Éditions, 2004 (ISBN 978-2-7427-2555-7)
- Malcolm X et G. Breitman, Le pouvoir noir, La Découverte, 2002  (ISBN 978-2-7071-3684-8). Une très bonne anthologie des écrits de Malcolm X. Le choix est éclairé et le panel est bien plus vaste que dans la plupart des livres anglophones, puisque cet ouvrage inclut des discours du « début » comme de la fin de la vie de Malcolm X. D'autant plus utiles que la plupart des discours de Malcolm X ne sont pas encore disponibles en français en ligne.
- M. Rouabhi, Malcolm X, Actes Sud-Papiers, 2000  (ISBN 978-2-913675-27-8).
- F. Steiger et S. Molla, Malcolm : Les Trois Dimensions d'une révolution inachevée, Éditions L'Harmattan, 2003  (ISBN 978-2-7475-4522-8).
- Malcolm X et Alex Haley (trad. de l'anglais par Anne Guérin, préf. Daniel Guérin), L'Autobiographie de Malcolm X [«  The autobiography of Malcolm X »], Paris, éditions Grasset, 1993, 328 p., 21 cm (ISBN 2-246-13992-9, BNF 35561896).Réédition de la traduction originale parue en 1966 chez le même éditeur, cf. notice BnF. 
  - Malcolm X et Alex Haley (trad. de l'anglais par Anne Guérin, préf. Daniel Guérin), L'Autobiographie de Malcolm X [«  The autobiography of Malcolm X »], Paris, éd. Presses Pocket, coll. « Presses Pocket » (no 2 926), 1993, 328 p., 18 cm (ISBN 2-266-05633-6, BNF 35567678).Édition au format de poche.
- Malcolm X, Sur l'histoire afro-américaine, Éditions Aden, 2008  (ISBN 978-2-930402-66-6). Traduction française de Malcolm X, On Afro-American History.
- Lilian Thuram, Mes étoiles noires de Lucy à Barack Obama  (ISBN 978-2-7578-2032-2).
- Jonathan Demay, Malcolm X, sans lutte il n'y a pas de progrès, Éditions L'Harmattan, 2017  (ISBN 978-2-343-10385-3).

- Livres pour la jeunesse
  - Malcolm X : Pensez par vous-mêmes, Philippe Godard, 2006, éd. Syros.

- En bande dessinée
  - Combat du siècle (Le), scénario : Loulou Dédola - dessin et couleur : Luca Ferrara, Éditions Gallimard, Futuropolis, parue en 2021,  (ISBN 978-2-7548-2541-2), où la brouille et l'opposition avec Muhammed Ali et Nation of Islam, ainsi que son assassinat apparaissent.

#### En anglais

##### Notices dans des encyclopédies et ouvrages de référence
- Russell L. Adams, Great Negroes: Past and Present: Volume 1, African American Images, 1984, 213 p. (ISBN 9780910030076, lire en ligne), p. 131,
- Concise Dictionary of American biography, volume 1, Scribner Book Company, 1997, 928 p. (lire en ligne), p. 805,
- Rachel Kranz & Philip J. Koslow, The Biographical Dictionary of African Americans, Facts on File, 1er mai 1999, 313 p. (ISBN 9780816039043, lire en ligne), p. 277-279,
- Encyclopedia of World Biography, volume 10, Gale, 4 août 2000, 549 p. (ISBN 9780787637200, lire en ligne), p. 165-166,
- Robert C. Smith, Encyclopedia of African-American Politics, Facts On File, 1er mai 2003, 421 p. (ISBN 9780816044757, lire en ligne), p. 214-216,

##### Essais
- Louis E. Lomax, When the word is given : a report on Elijah Muhammad, Malcolm X, and the Black Muslim world, Greenwood Press, 1963, rééd. 1979, 192 p. (ISBN 9780313210020, lire en ligne [Kindle, 12 avril 2020]). ,
- Malcolm X & George Breitman, Malcolm X Speaks: Selected Speeches and Statements, Grove Weidenfeld, 1965, rééd. 11 janvier 1994, 244 p. (ISBN 9780802132130, lire en ligne),
- Malcolm X & Alex Haley, The Autobiography of Malcolm X, Ballantine Books, 1965, rééd. 1992, 2015, 534 p. (ISBN 9780345379757, lire en ligne)
  - (en-US) Nancy Clasby, « The Autobiography of Malcolm X: A Mythic Paradigm », Journal of Black Studies, vol. 5, no 1,‎ septembre 1974, p. 18-34 (17 pages) (JSTOR 2783620),
- Malcolm X, Malcolm X on Afro-American History, Pathfinder, 1967, rééd. 1 janvier 1990, 100 p. (ISBN 9780873485920, lire en ligne),
- Arnold Adoff, Malcolm X, Collins-Harper & Row, 1 janvier 1970, rééd. 5 janvier 2000, 60 p. (ISBN 9780064421188, lire en ligne),
- Ray Shepard, Autobiography of Malcolm X, Cliffs Notes, 4 décembre 1973, 76 p. (ISBN 9780822008026, lire en ligne),
- Malcolm X & Bruce D. Perry, Malcolm X: The Last Speeches, Pathfinder, 1er janvier 1989, 204 p. (ISBN 9780873485432, lire en ligne),
- Jack Rummel, Malcolm X, Chelsea House Publications, 1 février 1989, rééd. 31 décembre 2005, 120 p. (ISBN 9780791081624, lire en ligne),
- Malcolm X, Malcolm X Talks to Young People, Pathfinder, 1 novembre 1990, rééd. 1 janvier 2002, 124 p. (ISBN 9780873489621, lire en ligne),
- James H. Cone, Martin and Malcolm and America: A Dream or a Nightmare?, Orbis Books, 1991, rééd. 1 septembre 1992, 396 p. (ISBN 9780883448243, lire en ligne). 
  - (en-US) Michael Eric Dyson, « Reviewed Work: Martin & Malcolm & America: A Dream or a Nightmare. by James H. Cone », Transition, no 56,‎ 1992, p. 48-59 (DOI 10.2307/2935039),
- Malcolm X & Archie C. Epps, Malcolm X: Speeches at Harvard, Paragon House Publishers, 1er novembre 1991, 212 p. (ISBN 9781557784797, lire en ligne),
- Joe Wood, Malcolm X: In Our Own Image, St. Martin's Press, Inc., 1992, 264 p. (ISBN 9780312066093, lire en ligne),
- Karl Evanzz, The Judas Factor: The Plot to Kill Malcolm X, Basic Books, novembre 1992, 384 p. (ISBN 9781560250661). ,
- Nikki Grimes, Malcolm X: A Force for Change, Ballantine Books, 17 novembre 1992, 196 p. (ISBN 9780449908037, lire en ligne),
- Spike Lee & Ralph Wiley, By Any Means Necessary: Trials And Tribulations of the Making of Malcolm X, Hyperion, 1er décembre 1992, 356 p. (ISBN 9781562829131, lire en ligne),
- Kibibi MacK-Williams, Malcolm X, Rourke Publishing, 1993, 120 p. (ISBN 9780866254939, lire en ligne),
- Walter Dean Myers, Malcolm X: By Any Means Necessary, Scholastic, 1er janvier 1993, 232 p. (ISBN 9780590464840, lire en ligne),
- James B. Gwynne, Malcolm X: Justice Seeker, Steppingstones Press, 1er janvier 1993, 116 p. (ISBN 9780935821017, lire en ligne),
- Jack Slater, Malcolm X, Children's Press, 1er septembre 1993, 36 p. (ISBN 9780516066691, lire en ligne),
- David Shirley, Malcolm X/Minister of Justice, Chelsea House Publications, 1er novembre 1993, 88 p. (ISBN 9780791021125, lire en ligne),
- Jan R. Carew & Malcolm X, Ghosts in Our Blood: With Malcolm X in Africa, England, and the Caribbean, Lawrence Hill Books, octobre 1994, rééd. 30 août 2000, 176 p. (ISBN 9781556522185, lire en ligne),
- Roger Barr, Malcolm X, Lucent Books, 31 décembre 1994, 116 p. (ISBN 9781560060444, lire en ligne),
- Michael Eric Dyson, Making Malcolm: The Myth And Meaning Of Malcolm X, Oxford University Press, USA, 1er janvier 1995, 256 p. (ISBN 9780195092356, lire en ligne). ,
- Theresa Perry, Teaching Malcolm X: Popular Culture and Literacy, Routledge, 1996, rééd. 2 janvier 2014, 260 p. (ISBN 9781136658549, lire en ligne),
- Louis A. DeCaro Jr., On the Side of My People: A Religious Life of Malcolm X, New York University Press, 1996, rééd. 1 août 1997, 400 p. (ISBN 9780814718919, lire en ligne),
- Miriam Sagan, Mysterious Deaths Malcolm X, Lucent Books, 1997, rééd. 1 décembre 2005, 104 p. (ISBN 9781560062646, lire en ligne),
- Theresa Crushshon, Malcolm X, Child's World, 2002, 48 p. (ISBN 9781567669206, lire en ligne),
- David Downing, Leading Lives Malcolm X Hardback, Heinemann Library, 1 janvier 2002, rééd. 27 mars 2003, 72 p. (ISBN 9780431138664, lire en ligne),
- Renee Graves, Malcolm X, Children's Press, 1 septembre 2003, rééd. 30 septembre 2007, 52 p. (ISBN 9780531186916, lire en ligne),
- Jason Hunter & Robert A. Hargrove, People Who Made History - Malcolm X, Greenhaven Press/Thomson Gale, 2004, 232 p. (ISBN 9780737714913, lire en ligne),
- Kristin Thoennes Keller, Malcolm X: Force for Change, Capstone Press, 2006, 40 p. (ISBN 9780736843478, lire en ligne),
- Cammy S. Bourcier, Malcolm X, Mason Crest Publishers, coll. « Sharing the American Dream Series », 1 septembre 2007, rééd. 1 janvier 2009, 68 p. (ISBN 9781422205778, lire en ligne),
- Melody S. Mis, Meet Malcolm X, PowerKids Press, 1er janvier 2008, 32 p. (ISBN 9781404242142, lire en ligne),
- Jack Barnes, Steve Clark & Mary-Alice Waters, Malcolm X, Black Liberation, and the Road to Workers Power, Pathfinder Press, 1er janvier 2009, 492 p. (ISBN 9781604880212, lire en ligne),
- Barbara M. Linde, Malcolm X, Gareth Stevens Publishing, 2012, 30 p. (ISBN 9781433956867, lire en ligne),
- Manning Marable, Malcolm X : a life of reinvention, Viking, 5 avril 2011, 630 p. (ISBN 9780670022205, lire en ligne),
- Tom Robinson, Malcolm X: Rights Activist and Nation of Islam Leader, ABDO Publishing Company, 2014, 120 p. (ISBN 9781617838934, lire en ligne),
- Sarah Machajewski, Malcolm X in His Own Words, Gareth Stevens Publishing, 2015, 40 p. (ISBN 9781482414813, lire en ligne),

##### Articles
- John Henrik Clarke and Sylvester Leaks, « Malcolm X : His Grandeur and Significance », Présence Africaine, Nouvelle série, No. 62,‎ second trimestre 1967, p. 77-83 (7 pages) (JSTOR 24348894),
- Frederick D. Harper, « The Influence of Malcolm X on Black Militancy », Journal of Black Studies, Vol. 1, No. 4,‎ juin 1971, p. 387-402 (16 pages) (JSTOR 2783817),
- David P. Demarest Jr., « The Autobiography of Malcolm X : Beyond Didactism », CLA Journal, Vol. 16, No. 2,‎ décembre 1972, p. 179-187 (9 pages) (JSTOR 44328496),
- Nancy Clasby, « The Autobiography of Malcolm X: A Mythic Paradigm », Journal of Black Studies, Vol. 5, No. 1,‎ septembre 1974, p. 18-34 (17 pages) (JSTOR 2783620),
- Lewis V. Baldwin, « Malcolm X and Martin Luther King jr. : what they thought about each other », Islamic Studies, Vol. 25, No. 4,‎ hiver 1986, p. 395-416 (22 pages) (JSTOR 20839793),
- Celeste Michelle Condit and John Louis Lucaites, « Malcolm X and the Limits of the Rhetoric of Revolutionary Dissent », Journal of Black Studies, Vol. 23, No. 3,‎ mars 1993, p. 291-313 (23 pages) (JSTOR 2784569),
- Gerald Horne, « "Myth" and the Making of "Malcolm X" », The American Historical Review, Vol. 98, No. 2,‎ avril 1993, p. 440-450 (11 pages) (DOI 10.2307/2166843),
- Nell Irvin Painter, « Malcolm X across the Genres », The American Historical Review, Vol. 98, No. 2,‎ avril 1993, p. 432-439 (8 pages) (DOI 10.2307/2166842),
- Darren W. Davis & Christian Davenport, « The Political and Social Relevancy of Malcolm X: The Stability of African American Political Attitudes », The Journal of Politics, Vol. 59, No. 2,‎ mai 1997, p. 550-564 (15 pages) (DOI 10.2307/2998177),
- Robert E. Terrill, « Protest, Prophecy, and Prudence in the Rhetoric of Malcolm X », Rhetoric and Public Affairs, Vol. 4, No. 1,‎ printemps 2001, p. 25-53 (29 pages) (JSTOR 41939649),
- James H. Cone, « Martin and Malcolm on Nonviolence and Violence », Phylon (1960-), Vol. 49, No. 3/4,‎ hiver 2001, p. 173-183 (11 pages) (DOI 10.2307/3132627),
- Reiland Rabaka, « Malcolm X and/as Critical Theory: Philosophy, Radical Politics, and the African American Search for Social Justice », Journal of Black Studies, Vol. 33, No. 2,‎ novembre 2002, . 145-165 (21 pages) (JSTOR 3180931),
- Keith D. Miller, « Plymouth Rock Landed on Us: Malcolm X's Whiteness Theory as a Basis for Alternative Literacy », College Composition and Communication, Vol. 56, No. 2,‎ décembre 2004, p. 199-222 (24 pages) (DOI 10.2307/4140647),
- Khary Polk, « Malcolm X, Sexual Hearsay and Masculine Dissemblance », Biography, Vol. 36, No. 3,‎ été 2013, p. 568-584 (17 pages) (JSTOR 24570210),
- Alex Lubin, « Between the Secular and the Sectarian: Malcolm X's Afro-Arab Political Imaginary », Journal of Africana Religions, Vol. 3, No. 1,‎ 2015, p. 83-95 (13 pages) (DOI 10.5325/jafrireli.3.1.0083),
- James A. Tyner, « Placing ‘the South’ in the Geopolitical Thought of Malcolm X », Southeastern Geographer, Vol. 56, No. 1,‎ printemps 2016, p. 45-56 (12 pages) (JSTOR 26233771),

### Filmographie
- Malcolm X (en), d'Arnold Perl (en) (1972). Documentaire inspiré de l'autobiographie de Malcolm X.
- Meurtre à New York (Malcolm X), de Michel Noll et Emmanuelle Tronquart (2008). Documentaire de la collection « Assassinats politiques ».
- I Am Not Your Negro (2016), de Raoul Peck. Documentaire sur Netflix à travers les propos et les écrits de l’écrivain James Baldwin.
- Qui a tué Malcolm X ? (2020). Documentaire Netflix enquêtant sur l'identité des assassins de Malcolm X.

#### Bases de données et dictionnaires
- Ressources relatives à la musique :   - AllMusic
  - Discogs
  - Last.fm
  - MusicBrainz
  - Muziekweb
  - Rate Your Music
  - Songkick
- Ressources relatives à l'audiovisuel :   - Africultures
  - IMDb
- Ressource relative à la vie publique :   - Documents diplomatiques suisses 1848-1975
- Ressource relative au spectacle :   - Les Archives du spectacle
- Ressource relative à plusieurs domaines :   - Radio France
- Ressource relative à la bande dessinée :   - Comic Vine
- Notices dans des dictionnaires ou encyclopédies généralistes :   - American National Biography
  - BlackPast
  - Britannica
  - Brockhaus
  - Den Store Danske Encyklopædi
  - Deutsche Biographie
  - Dizionario di Storia
  - Enciclopedia De Agostini
  - Gran Enciclopèdia Catalana
  - Hrvatska Enciklopedija
  - Internetowa encyklopedia PWN
  - Nationalencyklopedin
  - Munzinger
  - Store norske leksikon
  - Treccani
  - Universalis
- Notices d'autorité :   - VIAF
  - ISNI
  - BnF (données)
  - IdRef
  - LCCN
  - GND
  - Italie
  - Japon
  - CiNii
  - Espagne
  - Belgique
  - Pays-Bas
  - Pologne
  - Israël
  - NUKAT
  - Catalogne
  - Suède
  - Australie